# Historia de la meteorología

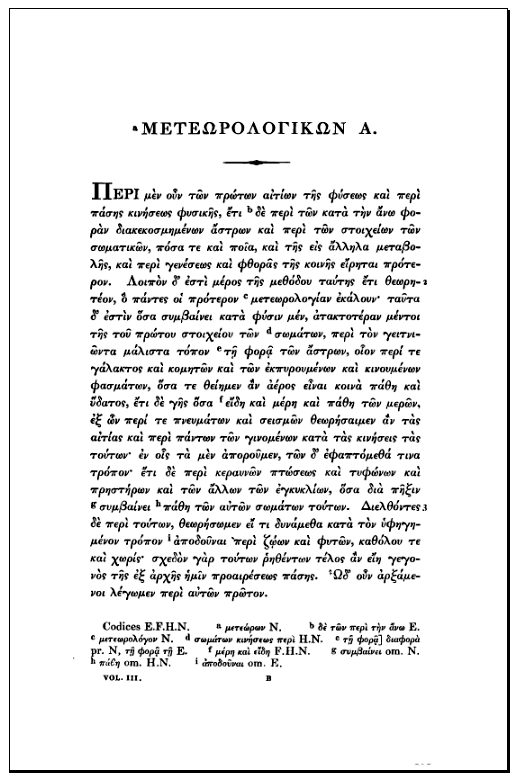
Primera página de «Meteorologica», en el año 1837.

El término meteorología desciende del título Meteorologica, del libro escrito en torno a 340 a. C. por Aristóteles, presentando observaciones y especulaciones acerca del origen de los fenómenos atmosféricos y celestes. La palabra en idioma griego meteoron hace referencia al objeto "altos en el cielo", entre la Tierra y el reino de las estrellas, mientras logos significa "estudio". Una obra similar titulada "Libro de las señales" fue publicada por Teofrasto, un discípulo de Aristóteles; centrado más que todo en la previsión del tiempo sobre la base de las observaciones de los fenómenos meteo.
Posteriores progresos en el campo meteorológico desarrollan instrumentos más seguros. Galileo construye un termómetro en 1607, seguido de la invención del barómetro por Evangelista Torricelli en 1643. La primera acción sobre la dependencia de la presión atmosférica en función de la altura la hace Blaise Pascal y René Descartes; la idea es profundizada por Edmund Halley.
El anemómetro para la medida de la velocidad del viento lo construye en 1667 Robert Hooke, mientras Horacio de Saussure completa el elenco de los más importantes instrumentos meteorológicos en 1780 con el higrómetro de cabello, que mide la humedad.
Otros progresos tecnológicos, conocidos principalmente como parte del progreso de la física, fueron la investigación de la dependencia del volumen de gases sobre la presión, que condujo a la termodinámica, y al experimento de Benjamin Franklin con el barrilete sobre los relámpagos. Franklin fue también el primer americano en registrar de modo seguro y detallado la condición del tiempo sobre base diaria, y de los primeros en efectuar previsiones del tiempo sobre base diaria.
El primero en realizar una correcta explicación general de la circulación atmosférica global fue George Hadley, con su estudio sobre los alisios efectuado en 1735. (Por este motivo, la particular circulación atmosférica que se presenta en la celda tropical toma el nombre de "celda de Hadley"). En los inicios fue una comprensión parcial de como la rotación terráquea influía sobre la cinemática de los flujos de aire. Más tarde (en el siglo XIX), se comprendió la plena extensión de las interacciones a gran escala de la fuerza del gradiente de presión y las deflexiones causadas por la fuerza de Coriolis, causando el movimiento de las masas de aire a lo largo de las isobaras.
La fuerza de las deflexiones tomaron ese nombre a principios del siglo XIX, con referencia a una publicación de Gaspard-Gustave Coriolis de 1835, describiendo resultados de un estudio sobre la energía producida en una máquina con partes en rotación, como la rueda de agua de los molinos.
En 1856, William Ferrel hipotetiza la existencia de una "celda de circulación" a latitudes intermedias, en donde el aire viene flexionando por la fuerza de Coriolis creando los principales vientos occidentales. Esta celda fue enseguida bautizada celda de Ferrel.
La observación sinóptica del tiempo atmosférico era, a partir de esa época, más compleja, y con las dificultades de clasificar ciertas características climáticas como nubes y vientos. Problema resuelto cuando Luke Howard y Francis Beaufort introducen su sistema de clasificación de nubes (1802) y de la fuerza del viento (1806), respectivamente. El punto de inflexión fue la invención del telégrafo en 1843 permitiendo intercambiar información del clima con velocidad inigualable.
A inicios del siglo XX, el progreso en la comprensión de la dinámica atmosférica dio comienzo a la creación de la moderna previsión del tiempo calculado con base matemática. En 1922, Lewis Fry Richardson publica Weather prediction by numerical process (Previsión del tiempo por procesos numéricos), describiendo cómo eliminar las variantes menos importantes en las ecuaciones de dinámica de fluidos, reguladores de los flujos atmosféricos, permitiendo calcular fácilmente soluciones numéricas.
Todavía, el número de cálculos necesarios era bastante grande, hasta la aparición de los computadores.
En este periodo un grupo de meteorólogos noruegos conducen con Vilhelm Bjerknes investigaciones sobre un modelo para explicar la generación, la intensificación y la disolución de ciclones, introduciendo la idea del frente meteorológico y de la suddivisión entre las masas de aire. El grupo incluía a Carl-Gustaf Rossby (el primero en explicar el flujo atmosférico de gran escala en términos de cinemática de fluidos) Tor Bergeron (primero en comprender el mecanismo de formación de la lluvia) y de Jacob Bjerknes.
Para los años '50, los experimentos de cálculo numérico con computadores se mostraron factibles. La primera previsión del tiempo realizado con ese método y usando modelos baroscópicos (con un fuerte componente vertical), pudiendo prever con suceso movimientos de grand escala de onda de Rossby, en zonas de baja presión y de alta presión.
En los años '60, la naturaleza caótica de la atmósfera es comprendida por Edward Lorenz, fundador del campo de la teoría del caos. Los avances matemáticos obtenidos en este campo fueron tomados por la meteorología, ayudando a estabilizar el límite de previsibilidad del modelo atmosférico. Esto es anotado como efecto mariposa (butterfly effect), porque la evolución de los disturbios en el tiempo significa que aunque sea pequeño como el batir de las alas de una mariposa puede causar en seguida grandes efectos en otra zona.
En 1960, se lanza el TIROS-1, primer satélite meteorológico funcionante, señalando el inicio de una era de difusión global de la información climática. El satélite Meteo, junto a otros satélites de observación multirol a varias alturas llevaban instrumentos indispensables para el estudio de una gran variedad de fenómenos de incendios forestales hasta El Niño.
En años recientes, se investiga sobre modelos climáticos de alta resolución, usados para estudiar cambios a largo plazo como el que involucra al gas invernadero.

## Cronología

### Antigüedad
- 350 a. C. - Aristóteles (384-322) escribe la Meteorología
- 25 - Pomponio Mela define el sistema de la zona climática.

### Medioevo
- 1430 ca. Nicola Cusano (1401-1464) inventa el primer instrumento meteorológico, una suerte de higrómetro: de la diferencia de peso de una mota de lana determina el grado de humedad del aire

### SigloXVI
- 1500 ca. - Leonardo da Vinci construye un anemoscopio y un higrómetro mecánico describiéndolos en el códice Atlántico
- 1570 - Ignacio Danti (1537-1586) perfecciona el anemoscopio de Leonardo
- 1597 - Galileo Galilei inventa un indicador de temperatura, predecesor de los sucesivos termómetros

### SigloXVII
- 1612 - Santorio Santorio (1561-1636) en su obra Commentaria in artem medica Galeni describe un termómetro
- 1614 - Giovanni Francesco Sagredo (1571-1620) completa las primeras observaciones sistemáticas de la temperatura
- 1620 - Francis Bacon analiza el método científico en su obra Great Instauration of Learning
- 1637 - René Descartes en su obra Les Météores discute sobre varios fenómenos atmosféricos
- 1639 - Antonio Benedetto Castelli (1577-1643) efectúa de modo sistemático mediciones pluviométricas y publica sus ideas sobre la pluviometría
- 1641 - Giovanni Battista Baliani (1577-1666) construye el primer barómetro de agua
- 1661 - Robert Boyle (1627-1691) mide la presión atmosférica, haciéndola equivalente a aquella de una columna de agua de cerca de 10 m
- 1665 - Christiaan Huygens (1629-1695) individualiza en las temperaturas de la fusión del hielo y de la ebullición del agua los valores referenciales para la escala termométrica
- 1667 - Robert Hooke (1635-1703) construye un anemómetro
- 1686 - Edmund Halley (1656-1742) presenta su estudio sistemático de vientos y de monzones e identifica en el calentamiento de parte del Sol la causa de los movimientos atmosféricos
- 1686 - Edmund Halley precisa la relación entre presión barométrica y altitud.

### SigloXVIII
- 1702 - Gottfried Leibniz (1646-1716) realiza el primer barómetro metálico portátil
- 1714 - Gabriel Fahrenheit define una escala atendiendo a la medida de la temperatura mediante un termómetro de mercurio
- 1716 - Edmund Halley avanza en la teoría por el cual las auroras son causadas por "efluvios magnéticos" en movimiento sobre líneas del campo magnético terrestre
- 1725 - Giovanni Poleni inicia una serie sistemática de registros y mediciones meteorológicas , en el Osservatorio de Padua que prosiguen más de 1919
- 1735 - La primera explicación de la circulación atmosférica global comprendida en un estudio de George Hadley
- 1742 - Anders Celsius, un astrónomo sueco, propone la escala centígrada para la temperatura

### SigloXIX
- 1835 - Gaspard-Gustave Coriolis entiende que la rotación de la Tierra causa una pequeña fuerza dependiente de la velocidad, hoy anotada como efecto Coriolis.
- 1842 - Elias Loomis realiza un experimento para comprender la velocidad del viento necesaria para desplumar un pollo, cargando un cañón con pólvera y disparándole al ave . El experimento sirve para crear un parangón de la medida de la fuerza de los tornados
- 1860 - 500 estaciones telegráficas hacen observaciones meteo y las envían al Smithsonian Institution. Las observaciones son interrumpidas por la guerra civil estadounidense
- 1869 - Joseph Lockyer funda el periódico científico Nature
- 1890 - El Departamento de Agricultura de EE. UU. funda el "Bureau del Tiempo"
- 1898 - El "Bureau del Tiempo" constituye una red de alarma contra los huracanes en las Indias Occidentales

### SigloXX
- 1900 - Un huracán destruye Galveston, Texas, matando entre 6000 y 12 000 personas.
- 1920 - Milutin Milanković propone la teoría de los ciclos climáticos de largo término debidos a cambios en la inclinación de la órbita terrestre
- 1922 - Lewis Fry Richardson extiende las bases matemáticas de la previsión numérica para el clima
- 1925 - El "Tornado triestatal" atraviesa Misuri, Illinois, e Indiana matando 695 personas
- 1935 - Robert Watson-Watt y su asistente Arnold Wilkins publican un resumen en febrero de 1935, con el título La Detección de Aeronaves por Métodos de Radio
- 1935 - El "Gran Huracán del Día del Trabajo" mata 408 personas. Fue considerado el más intenso huracán atlántico de categoría 5 en alcanzar tierra firme
- 1934 - 1937 - Una sequía en la llanura estadounidense causa graves daños económicos
- 1937 - Se funda el Servicio meteorológico de la Fuerza Aérea (renombrado en 1946 como AWS-Air Weather Service)
- 1941 - Una red de radares se construye en Inglaterra durante la Segunda Guerra Mundial
- 1948 - Se efectúan las primeras previsiones de tornados por R. C. Miller y E. J. Fawbush
- 1950 - Los huracanes comienzan a venir nominado en orden alfabético con el alfabeto de radio
- 1951 - Se funda en Naciones Unidas, la WMO World Meteorological Organization
- 1953 - El "Centro Nacional de Huracanees (NOAA) crea un sistema de denominación de huracanes con nombres de mujer en orden alfabético
- 1955 - Se funda la NSSP (National Severe Storms Project)
- 1956 - El "Bureau del Tiempo" lanza un proyecto de estudio nacional sobre huracanes.
- 1957-1958 - En el "Año internacional de la geofísica", los esfuerzos de once disciplinas científicas se focalizan en las áreas polares durante el pico solar
- 1962 - Keith Browning y Frank Ludlam publican el primer estudio detallado de una tempestad de supercélula (en Wokingham, RU)
- 1969 - La escala Saffir-Simpson para la clasificación de huracanes introduce la subdivisión en 5 categorías
- 1969 - El "huracán Camilla", el segundo de categoría 5 causa 1,4 millardos de dólares de daños en el continente americano
- 1970 - Se funda la NOAA (National Oceanic and Atmospheric Administration). El "Bureau del Tiempo" se renombra "Servicio Nacional del Tiempo"
- 1971 - Ted Fujita introduce la escala de Fujita para clasificar los efectos de los tornados
- 1975 - Se pone en órbita el primer Geostationary Operational Environmental Satellite, GOES, con la competencia de aumentar la investigación sobre huracanes
- 1980 - Erupción explosiva del Monte St. Helens en el estado de Washington
- 1988 - El radar meteorológico WSR-88D se introduce en EE. UU., consensuando el uso de diversos métodos de relevamiento de las condiciones meteo

### SigloXXI
- 2004 - Los expertos en huracanes de la NOAA ponen en acción un primer experimento de Control para los Huracanes del Pacífico Oriental (Eastern Pacific Hurricane Outlook).